# Hope Is Just a State of Mind
Hope Is Just a State of Mind ist das dritte Studioalbum der britischen Indie-Rock-Band Little Comets. Es erschien am 16. Februar 2015 über The Smallest Label.

## Hintergrund
Nach der Trennung von Dirty Hit Records, dem langjährigen Vertriebspartner der Band, gründeten die Musiker aus Jarrow 2014 mit The Smallest Label ein eigenes Label, über das sie zunächst drei Extended Plays veröffentlichten, ehe am 16. Februar 2015 auch das dritte Studioalbum Hope Is Just a State of Mind folgte. Die Band begann mit den Schreib- und Aufnahmearbeiten für die Platte gut 13 Monate zuvor, im Dezember 2013. In Deutschland kam das Album erst am 30. Oktober 2015 in den Handel, wo es über Soulfood vertrieben wurde. Später stieg man für den Verkauf des Albums komplett auf die bandeigene Website um, wo es, wie alle Veröffentlichungen der Band seit der Gründung des neuen Labels, auch im europäischen Ausland bestellt werden kann.
Es ist die zweite und letzte Studioalbumveröffentlichung, an der der Schlagzeuger David „Greenie“ Green mitwirkte, auch wenn er am Entstehungsprozess des Albums selbst nicht entscheidend beteiligt war. Dieser verließ die Formation nach einer anschließenden Tour.

## Titelliste
Die Titel entstanden in Zusammenarbeit der drei Bandmitglieder Robert Coles, Matthew Hall und Michael Coles. Letztgenannter produzierte das Album.
1. My Boy William – 4:07
2. B & B – 3:09
3. The Gift of Sound – 3:39
4. Formula – 3:12
5. Little Italy – 2:50
6. The Daily Grind – 3:26
7. Salt – 3:40
8. Effetism – 3:16
9. Wherewithal – 3:44
10. Fundamental Little Things – 3:30
11. Don’t Fool Yourself – 3:10
12. The Blur, the Line & the Thickest of Onions – 3:22

Die Lieder Coalition of One, Grow, Ex-Cathedra, Creeping Up Appearances, Cover Your Rain, The Assisted, Early Retirement und eine Akustikversion von Little Italy sind nur auf der Deluxe-Edition enthalten.

## Rezeption

### Chartplatzierung
Hope Is Just a State of Mind stieg in der Woche vom 28. Februar 2015 auf Platz 31 der britischen Albumcharts ein und hielt sich zwei Wochen in den Top 100. Damit war es der bis dahin größte kommerzielle Erfolg der Band.

### Kritiken
Das Album erhielt fast durchweg gute Bewertungen von Musikredaktionen. So schrieb Isabelle Friedrich in der Zeitschrift Intro, dass jeder, der „sich auf die Themen und Melodien einlässt, […] sich auf Gänsehaut, ehrliche Kritik und lustigen Britpop freuen“ darf. Auch Sarah Bargiela von Entertainment Focus lobte das Album:

“Each track on the album feels personal and true to the band’s nature. We are glad to see Little Comets back on top form again and showing us why we fell in love with their music in the first time. Each track on this album has its own merits and deserves a listen. We highly recommend this album and can’t wait to see it live.”

„Jedes Lied auf dem Album wirkt persönlich und authentisch. Wir freuen uns, dass die Little Comets wieder in Topform sind und uns zeigen, warum wir uns damals das erste Mal in ihre Musik verliebt haben. Jedes Lied auf dem Album hat seine eigenen Vorzüge und verdient es, angehört zu werden. Wir empfehlen das Album sehr und können kaum erwarten, es live zu sehen.“

Cynthia Orlando vom Portland Radio Project merkte bezüglich der musikalischen Stärken der Band an:

“Great lyrics, catchy rhythms, interesting musical textures and staccato-style vocals are some of the hallmarks of these thought-provoking young musicians.”

„Großartigte Texte, eingängige Rhythmen, interessante musikalische Texturen und Gesang im Staccato-Stil sind einige der Kennzeichen dieser zum Nachdenken anregenden jungen Musiker.“